# Moraria arboricola
Moraria arboricola is een eenoogkreeftjessoort uit de familie van de Canthocamptidae. De wetenschappelijke naam van de soort is voor het eerst geldig gepubliceerd in 1915 door Scourfield.